# Duque Bacelar
Duque Bacelar là một đô thị thuộc bang Maranhão, Brasil. Đô thị này có diện tích 317,924 km², dân số năm 2007 là 10543 người, mật độ 33,16 người/km².